# Cuiabá Esporte Clube
O Cuiabá Esporte Clube, ou apenas Cuiabá, é um clube de futebol brasileiro SAF sediado na cidade de Cuiabá. Foi fundado no dia 12 de dezembro de 2001 pelo ex-jogador Luís Carlos Tóffoli, mais conhecido como Gaúcho. Suas cores tradicionais são o amarelo e o verde. Em seu escudo encontra-se representado o obelisco do Centro Geodésico da América do Sul, símbolo também presente na bandeira da cidade. Sua mascote é o Dourado. Costuma mandar suas partidas na Arena Pantanal, um dos estádios da Copa do Mundo FIFA de 2014. Tem como principais rivais esportivos o Mixto Esporte Clube, com o qual protagoniza o Dérbi Cuiabano, e o Luverdense Esporte Clube, com quem disputa o Clássico Ouro-Verde.
Dentre suas principais conquistas, destacam-se o bicampeonato da Copa Verde, em 2015 e 2019 e seus 13 títulos de campeão Mato-Grossense, na qual é o segundo maior campeão estadual de Mato Grosso, atrás apenas do seu rival Mixto.

## História

### 2001-2008 – A origem e os primeiros anos
No começo de sua história, o Cuiabá Esporte Clube era um centro de treinamentos com enfoque nas categorias de base chamado "Escolinha do Gaúcho", uma referência ao ex-jogador e fundador Luís Carlos Tóffoli, o Gaúcho. Até o fim de 2002, o time competiu apenas em campeonatos amadores de Mato Grosso. No ano seguinte, em 2003, houve a alteração do nome e desde então o Cuiabá Esporte Clube tornou-se uma equipe profissional, fazendo a sua estreia no Campeonato Mato-Grossense daquele ano. Nos primeiros anos competindo na elite estadual, o Cuiabá foi bicampeão mato-grossense, em 2003 e 2004. Já a nível nacional, estreou na Série C do Campeonato Brasileiro com vitória por 4x3 diante do Jaciara-MT e liderou o Grupo 13 que contava também com o Chapadão-MS e correspondia a Primeira fase da competição. Pela segunda fase, diante do Palmas-TO, após dois jogo terminados em 1x3 a eliminação veio nos pênaltis com o placar de 4x2 para os visitantes. Em 2004 a história se repetiu, com a classificação na fase de grupos e a eliminação na segunda fase, desta vez diante do Gama-DF. Pela Copa do Brasil estreou em 2004 diante do Goiás.
Entre os anos de 2007 e 2008 o time passou por um período de licenciamento, sendo o fator financeiro uma das principais razões para isso acontecer. Nesse mesmo período a sociedade entre Gaúcho e os irmãos Nepomuceno, os outros dois sócios do Cuiabá Esporte Clube, foi desfeita.

### 2009-2013 – A retomada, as conquistas e os acessos
No ano de 2009, o Cuiabá retomou as suas atividades depois de ter sido adquirido pelo Grupo Dresch, proprietário da Drebor Borrachas Ltda, principal patrocinadora do time desde a sua criação. Ainda em 2009, disputou a Copa Mato Grosso e a segunda divisão do Campeonato Mato-grossense, sendo vice-campeão, garantindo assim o retorno da equipe a divisão de elite do campeonato estadual. No ano seguinte, o Cuiabá conquistou o primeiro título desde o seu licenciamento, a Copa Mato Grosso, diante do Operário Várzea-Grandense.
Em 2011, o Cuiabá voltou a ser campeão estadual após sete anos. Além disso, fez a sua única participação na Série D do Campeonato Brasileiro, sendo promovido após conquistar o terceiro lugar na classificação geral da competição. A terceira participação do time na Série C foi em 2012, e, graças a uma confronto direto contra o Salgueiro na última rodada, o time evitou o rebaixamento. No início da temporada de 2013, o Cuiabá conquistou mais um campeonato estadual, diante do Mixto. Já no Campeonato Brasileiro, assim como no ano anterior, a permanência do Cuiabá na Série C também foi definida na última rodada, graças a uma combinação de resultados.

### 2014-2017 – Arena Pantanal, conquista da Copa Verde e a estreia na Copa Sul-Americana
Na temporada seguinte, em 2014, o Cuiabá conquistou seu quinto título no campeonato estadual, sendo esse o último conquistado no Estádio Passo das Emas. Isso por conta da inauguração da Arena Pantanal, uma das sedes da Copa do Mundo de 2014, que tornou-se o novo estádio para a grande maioria dos times das cidades de Cuiabá e Várzea Grande desde então. O Dourado fez seu jogo de estréia na Arena Pantanal diante do Internacional, pela segunda fase da Copa do Brasil de 2014.
No ano de 2015, o Cuiabá foi campeão pela terceira vez consecutiva do Campeonato Mato-Grossense, somando um total de seis títulos. Essa temporada também é relevante na história do clube graças a conquista do seu primeiro título regional, a Copa Verde de Futebol. Na ocasião, Cuiabá e Remo protagonizaram uma das finais mais surpreendentes do futebol brasileiro, jogo que ficou conhecido como "O Milagre do Pantanal" e "Cuiabaço". Consequentemente, o time garantiu uma vaga na Copa Sul-Americana de 2016, a primeira competição internacional do Dourado.
Em 2016, além de disputar a terceira divisão do Campeonato Brasileiro, o Cuiabá venceu a Copa FMF, tornando-se bicampeão da competição. Esse ano também foi marcado pela estreia do time em competições internacionais, sendo a primeira equipe de futebol de Mato Grosso a realizar o feito. Isso porque, graças a conquista da Copa Verde de 2015, o Cuiabá participou da Copa Sul-Americana, jogando a segunda fase contra a Chapecoense, vencendo na Arena Pantanal e sendo derrotado, e também eliminado, pelo time catarinense no jogo de volta, em Chapecó. No ano seguinte, o Cuiabá conquistou seu sétimo título do Campeonato Mato-Grossense e atingiu a marca de terceiro maior campeão estadual, desde a criação da competição, em 1943.

### 2018-2020 – Um novo acesso, o enea mato-grossense, Bicampeonato da Copa Verde e o Acesso à Série A
Na temporada subsequente, em 2018, o Cuiabá conquistou o oitavo título estadual, de maneira invicta. Já na segunda metade do ano, na disputa do Campeonato Brasileiro, a equipe fez a sua melhor campanha na Série C, inclusive, possuindo o melhor ataque da competição. Com isso, classificou-se entre os quatro primeiros do Grupo B, e chegou as finais da competição, conquistando o vice-campeonato e, consequentemente o acesso à Série B do Campeonato Brasileiro.
No primeiro semestre de 2019, o Cuiabá venceu o Campeonato Mato-grossense pela nona vez, novamente de maneira invicta. Com esse título, o time tornou-se o maior campeão de Mato Grosso na última década, com um total de nove títulos oficiais, entre estaduais e regionais. Em abril do mesmo ano, fez sua estreia na Série B do Campeonato Brasileiro. No fim do segundo semestre o time foi campeão da Copa Verde, pela segunda vez e graças à conquista do título regional, o time classificou-se para as oitavas de final da Copa do Brasil de Futebol de 2020. Pelo Campeonato Brasileiro, o Cuiabá fez uma campanha acima da média, terminando a competição na oitava colocação.
Em 2020, o Cuiabá foi eliminado nas quartas de finais do Campeonato Mato-grossense para o Luverdense. Alcançou a sua melhor campanha na Copa do Brasil, chegando até as quartas de finais, sendo eliminado pelo Grêmio. Na Série B do Campeonato Brasileiro, chegou ao 4º lugar com 61 pontos, garantindo o acesso inédito à Série A de 2021, e encerrando um jejum de 35 anos de Mato Grosso não ter um time na elite do futebol brasileiro.

### 2021 – Decacampeão mato-grossense, estreia na Série A e vaga na Copa Sul-Americana
Visando a inédita disputa da primeira divisão do Campeonato Brasileiro de Futebol de 2021, o Dourado buscou reforços importantes, entre eles o goleiro Walter, hoje ídolo da torcida, além de nomes conhecidos do futebol brasileiro como os zagueiros Paulão e Marllon e o atacante Jonathan Cafu.
Nas competições, o Cuiabá conquistou de forma invicta o Campeonato Mato-Grossense de Futebol de 2021 vencendo o time do Nova Mutum Esporte Clube que havia sido campeão em 2020 ressalta-se a impressionante marca de saldo de gols da equipe: 31-6,[carece de fontes?] na Copa Verde de 2021 o clube amargou uma eliminação nas oitavas de finais para o time do Brasiliense e na Copa do Brasil não conseguiu passar para a terceira fase da competição, caindo para a equipe do 4 de Julho Esporte Clube. Com todas as atenções voltadas para o campeonato nacional mas com pouca constância, a equipe do Cuiabá terminaria o Brasileirão na 15ª posição, o que possibilitou que a equipe se classificasse para a disputa da Copa Sul-Americana de 2022, fazendo assim sua segunda participação na história da competição.

### Uniformes
| 2003 | Ver evolução | Atual |

### Material esportivo
| Anos                | Fornecedor de material esportivo |
| ------------------- | -------------------------------- |
| 2001–2003           | Chirolli                         |
| 2003–2005           | Vadinho                          |
| 2005 –2010          | Superbolla                       |
| 2010–2013 2017–2024 | Umbro                            |
| 2013–2017           | Tubarão Sports                   |
| 2021–2024           | Dourado - ( Marca Própria )      |
| 2024–               | Kappa                            |

## Títulos
| REGIONAIS | REGIONAIS                 | REGIONAIS | REGIONAIS                                                                     |
|           | Competição                | Títulos   | Temporadas                                                                    |
| --------- | ------------------------- | --------- | ----------------------------------------------------------------------------- |
|           | Copa Verde                | 2         | 2015 e 2019                                                                   |
| ESTADUAIS |                           |           |                                                                               |
|           | Competição                | Títulos   | Temporadas                                                                    |
|           | Campeonato Mato-Grossense | 13        | 2003, 2004, 2011, 2013, 2014, 2015, 2017, 2018,, 2019, 2021, 2022, 2023, 2024 |
|           | Copa FMF                  | 2         | 2010 e 2016                                                                   |

Notas
 Campeão invicto

## Estatísticas
|  | Participações em 2025 |

| Competição  | Competição                | Temporadas | Melhor campanha         | Estreia | Última | P | R |
| Mato Grosso | Campeonato Mato-Grossense | 19         | Campeão (13 vezes)      | 2003    | 2025   |   | – |
| Mato Grosso | 2ª Divisão                | 1          | Vice-campeão (2009)     | 2009    | 2009   | 1 |   |
|             | Copa Verde                | 11         | Campeão (2015 e 2019)   | 2014    | 2024   |   |   |
| Brasil      | Campeonato Brasileiro     | 4          | 12º colocado (2023)     | 2021    | 2024   |   | 1 |
| Brasil      | Série B                   | 3          | 4º colocado (2020)      | 2019    | 2025   | 1 |   |
| Brasil      | Série C                   | 9          | Vice-campeão (2018)     | 2003    | 2018   | 1 |   |
| Brasil      | Série D                   | 1          | 3º colocado (2011)      | 2011    | 2011   | 1 |   |
| Brasil      | Copa do Brasil            | 16         | Quartas de final (2020) | 2004    | 2025   |   |   |
|             | Copa Sul-Americana        | 3          | Play Off (2024)         | 2016    | 2024   |   |   |

## Recordes

### Mais jogos
Em negrito, os futebolistas que ainda jogam pelo clube.
Atualizado em 14 de Agosto de 2025
| Pos. | Jogador            | Posição          | Período               | Jogos | Ref                 |
| ---- | ------------------ | ---------------- | --------------------- | ----- | ------------------- |
| 1º   | Walter             | Goleiro          | 2021 - 2024           | 203   | [ 45 ]              |
| 2º   | Marllon Borges     | Zagueiro         | 2021 - 2024           | 194   | [ 46 ]              |
| 3º   | Bogé               | Volante          | 2010 - 2013           | 177   | [carece de fontes?] |
| 4º   | Jean               | Volante          | 2009/2013 - 2017/2019 | 171   | [ 46 ]              |
| 5º   | Alan Empereur      | Zagueiro         | 2021/2025 - 2025 -    | 165   | [ 47 ]              |
| 6º   | Jonathan Cafu      | Atacante         | 2021 - 2024           | 156   | [ 45 ]              |
| 7º   | Felipe Marques     | Atacante         | 2019 / 2020 - 2022    | 140   | [ 47 ]              |
| 8º   | Denilson           | Meio-campo       | 2022 -                | 133   | [ 46 ]              |
| 9º   | Rafael Gava        | Meio-campo       | 2020 - 2023           | 132   | [carece de fontes?] |
| 10º  | Clayson            | Atacante         | 2021/2022 - 2023/2025 | 118   | [ 46 ]              |
| 11º  | Fernando Sobral    | Volante          | 2023 - 2024           | 109   | [ 45 ]              |
| 12º  | Fernando           | Meio-campo       | 2011 - 2013           | 109   | [ 45 ]              |
| 13º  | Isidro Pitta       | Atacante         | 2023 - 2024           | 108   | [ 46 ]              |
| 14º  | Jenison            | Atacante         | 2018 - 2019           | 103   | [ 46 ]              |
| 15º  | Matheus Alexandre  | Lateral direito  | 2023 - 2025           | 102   | [ 46 ]              |
| 16º  | Ednei              | Zagueiro         | 2018 - 2020           | 101   | [ 46 ]              |
| 17º  | Natanael           | Lateral esquerdo | 2010 - 2013           | 101   | [ 46 ]              |
| 18º  | Lucas Mineiro      | Volante          | 2023 -                | 100   | [ 46 ]              |
| 19º  | Anderson Conceição | Zagueiro         | 2019 - 2021           | 99    | [ 45 ]              |
| 20º  | Reinaldo           | Zagueiro         | 2010 - 2013           | 98    | [ 46 ]              |

Em negrito, os futebolistas que ainda jogam pelo clube.
Atualizado em 09 de Dezembro de 2024
| Pos. | Jogador        | Período               | Jogos | Gols | Ref                 |
| ---- | -------------- | --------------------- | ----- | ---- | ------------------- |
| 1º   | Fernando       | 2011 - 2013           | 109   | 54   | [ 45 ]              |
| 2º   | Elton          | 2019 - 2020           | 97    | 36   | [carece de fontes?] |
| 3º   | Isidro Pitta   | 2023 - 2024           | 108   | 33   | [carece de fontes?] |
| 4º   | Deyverson      | 2022 - 2024           | 83    | 32   | [ 48 ]              |
| 5º   | Moreno         | 2009 - 2013           | 96    | 31   | [ 49 ]              |
| 6º   | Robinho        | 2002 - 2005           | 87    | 29   | [ 49 ]              |
| 7º   | Jenison        | 2018 - 2019           | 103   | 26   | [carece de fontes?] |
| 8º   | Buiú           | 2002 - 2004           | 57    | 24   | [ 49 ]              |
| 9º   | Clayson        | 2021/2022 - 2023/2025 | 118   | 19   | [ 46 ]              |
| 10º  | Felipe Marques | 2019 / 2020 - 2022    | 140   | 16   | [ 45 ]              |

### Técnicos com mais jogos pelo Cuiabá
Em negrito, o técnico que ainda treina o clube.
Atualizado em 14 de Agosto de 2025
| Pos. | Técnico            | Período          | Jogos | Ref                 |
| ---- | ------------------ | ---------------- | ----- | ------------------- |
| 1º   | Ary Marques        | 2010 - 2012/2013 | 124   | [ 50 ]              |
| 2º   | Oscar Conrado      | 2003 - 2006      | 110   | [ 51 ]              |
| 3º   | Itamar Schulle     | 2018 - 2019      | 95    | [ 52 ]              |
| 4º   | António Oliveira   | 2022 - 2023/2024 | 64    | [carece de fontes?] |
| 5º   | Fernando Marchiori | 2014 - 2015/2016 | 58    | [ 53 ]              |
| 6º   | Marcelo Chamusca   | 2019 - 2020      | 37    | [ 54 ]              |
| 7º   | Roberto Fonseca    | 2016 - 2017      | 34    | [ 55 ]              |
| 8º   | Guto Ferreira      | 2025             | 23    | [ 56 ]              |
| 9º   | Petit              | 2024             | 25    | [carece de fontes?] |
| 10º  | Ivo Vieira         | 2023             | 24    | [ 57 ]              |

## Elenco
Última atualização: 14 de fevereiro de 2025.

## Jogadores destacados
Jogadores que, no mundo, só jogaram pelo Cuiabá Esporte Clube
 Jogadores que, no Brasil, só jogaram pelo Cuiabá Esporte Clube
 Jogadores que, no Mato Grosso, só jogaram pelo Cuiabá Esporte Clube
Esta é uma lista de jogadores de destaque que já passaram pelo Cuiabá:
| - Anderson Conceição - Betinho - Clayson - Damián Escudero - Edson Borges - Elton | - Élvis - Jonas - Leandro Souza | - Lucas Ramon - Marllon - Matheus Nogueira - Moisés Dallazen - Natan | - Osman - Paulão - Suéliton - Uillian Correia - Walter - Deyverson |

## Categoria de base
Em paralelo ao futebol profissional, o Dourado também se faz presente no futebol de categorias de base.
No Campeonato Mato-grossense, o Cuiabá é detentor de títulos nas categorias sub-15, sub-17 e sub-20. Além disso, conquistou o título regional da Copa Centro-Oeste em duas categorias, Sub-16 e Sub-17.

### Sub-23 (aspirantes)

#### História
Ao contrário de outros países onde o ciclo de formação só se encerra aos 23 anos, o sistema de categorias de base no Brasil por muitos anos chegava apenas à categoria Sub-20. Então, em 2021, o Cuiabá criou a categoria Sub-23 para disputar o Campeonato Brasileiro de Aspirantes. Na perspectiva do clube Mato-Grossense, esse tipo de torneio é importante para revelar mais atletas já que os jogadores, ao fim do ciclo de juniores, normalmente seguiam para o profissional ou eram emprestados.

#### Estatísticas
Participações
|  | Participações em 2022 |

| Competição | Competição                   | Temporadas | Melhor campanha | Estreia | Última | P | R |
| Brasil     | Campeonato Brasileiro Sub-23 | 2          | Campeão (2022)  | 2021    | 2022   |   | – |

#### Títulos
| Nacionais | Nacionais                               | Nacionais | Nacionais  |
|           | Competição                              | Títulos   | Temporadas |
| --------- | --------------------------------------- | --------- | ---------- |
| Brasil    | Campeonato Brasileiro de Futebol Sub-23 | 1         | 2022       |

#### Elenco atual
Última atualização: 14 de janeiro de 2022.

### Sub-21

#### História
A categoria foi criada a partir de 2015 quando a competição Copa FMF passou a ser Sub-21.

#### Títulos
| Estaduais   | Estaduais  | Estaduais | Estaduais  |
|             | Competição | Títulos   | Temporadas |
| ----------- | ---------- | --------- | ---------- |
| Mato Grosso | Copa FMF   | 1         | 2016       |

### Sub-20 (juniores)

#### História
A equipe de juniores do Cuiabá já participou de seis edições da Copa São Paulo de Futebol Júnior, sendo a última em 2020.

#### Títulos
| Estaduais   | Estaduais                        | Estaduais | Estaduais   |
|             | Competição                       | Títulos   | Temporadas  |
| ----------- | -------------------------------- | --------- | ----------- |
| Mato Grosso | Campeonato Mato-Grossense Sub-20 | 2         | 2003 e 2004 |

#### Elenco atual
Última atualização: 14 de janeiro de 2022.

### Sub-17 (juvenil)

#### Títulos
| Regionais   | Regionais                        | Regionais | Regionais         |
|             | Competição                       | Títulos   | Temporadas        |
| ----------- | -------------------------------- | --------- | ----------------- |
|             | Copa Centro-Oeste Sub-17         | 1         | 2019              |
|             | Copa Centro-Oeste Sub-16         | 1         | 2019              |
| Estaduais   |                                  |           |                   |
|             | Competição                       | Títulos   | Temporadas        |
| Mato Grosso | Campeonato Mato-Grossense Sub-17 | 2         | 2009, 2010 e 2021 |
| Outros      |                                  |           |                   |
|             | Competição                       | Títulos   | Temporadas        |
|             | Campeonato Cuiabano Sub-17       | 1         | 2004              |

### Sub-15 (infantil)

#### Títulos
| Estaduais   | Estaduais                        | Estaduais | Estaduais         |
|             | Competição                       | Títulos   | Temporadas        |
| ----------- | -------------------------------- | --------- | ----------------- |
| Mato Grosso | Campeonato Mato-Grossense Sub-15 | 2         | 2018, 2019 e 2021 |

 Campeão invicto

## Sedes, estádios e CT

### Verdão
No Estádio José Fragelli, também conhecido como Verdão, o Cuiabá fez suas primeiras partidas oficiais, bem como, foi palco do primeiro título do time, o Campeonato Mato-grossense de 2003. Foi demolido no ano de 2010 para dar lugar à Arena Pantanal, um novo estádio para ser utilizado na Copa de 2014.

### Dutrinha
O Estádio Eurico Gaspar Dutra foi um dos mais importantes estádios de Mato Grosso no século XX. Entre os anos de 2003 e 2014 foi o local onde o Cuiabá mandou regularmente a maioria dos seus jogos e já foi palco de inúmeras competições importantes, como as disputas pela Série D e Série C do Campeonato Brasileiro, bem como, seus primeiros títulos estaduais.

### Arena Pantanal
A Arena Pantanal foi construída com todas as exigências da FIFA para ser uma das sedes da Copa do Mundo de 2014. Ela substituiu o antigo Estádio Governador José Fragelli, demolido para dar lugar ao novo estádio.
Desde sua inauguração é onde o Cuiabá manda os seus jogos.
Pela Copa do Brasil, o Cuiabá fez seu primeiro jogo na Arena Pantanal contra o Internacional, partida empatada em 1x1, para 21 mil pessoas, o maior público antes da Copa do Mundo. No dia 22 de setembro de 2018, um novo recorde de público foi alcançado quando 41.311 pessoas assistiram disputa da final da Série C do Campeonato Brasileiro entre Cuiabá e Operário Ferroviário.

### CT Manoel Dresh

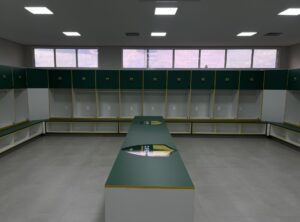
Vestiário completo

O CT Manoel Dresh, anunciado no dia 4 de outubro de 2021, é o centro de treinamento do Cuiabá. Com um orçamento de 50 milhões de reais, teve um  andamento acelerado graças ao adiantamento de verba referente à Liga Forte Futebol. O CT possui além de três campos de futebol com medidas oficiais um lago artificial para auxiliar na drenagem dos gramados. Toda estrutura necessária para o departamento de futebol está completa desde sala de análise de mercado até auditório para 94 pessoas. Ao todo, o CT tem mais de 8 mil metros quadrados de área construída. A última etapa envolve o hotel para 50 pessoas, onde o grupo costuma ficar concentrado antes das partidas. O planejamento contou também em construir novos prédios direcionado para as categorias de base.

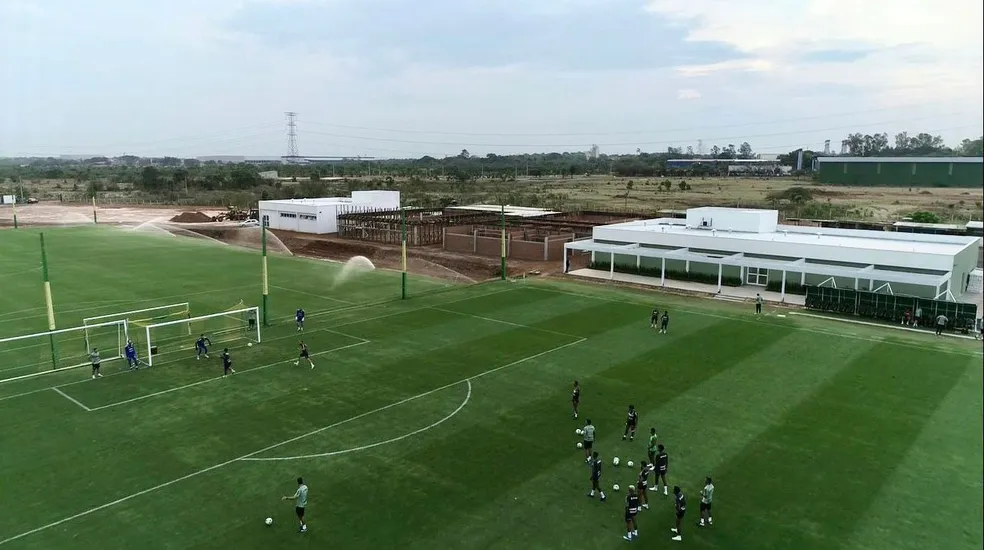
Atletas treinando no CT

## Torcida
O Cuiabá Esporte Clube possui uma crescente no número de torcedores a cada temporada. O destaque desse crescimento foi durante a fase final da Série C do Campeonato Brasileiro de 2018, onde a torcida auriverde quebrou o recorde de público da Arena Pantanal, antes pertencente a um jogo de Copa do Mundo, e reuniu mais de 41 mil torcedores na final da competição. Além do mais, o clube tem conquistado torcidas nos interiores de Mato Grosso, um dos principais motivos para isso é a contribuição do Cuiabá para o futebol mato-grossense e a ascensão do time no futebol nacional e internacional.

## Curiosidades

### Maiores Goleadas Sofridas e Aplicadas
Durante sua história, o Cuiabá Esporte Clube já aplicou diversas goleadas, mas a maior delas foi um 11x1 no Cáceres pelo Mato-Grossense de 2010.
Sua maior goleada sofrida foi uma derrota de 6x1 para o Luverdense na Copa FMF de 2004, no primeiro jogo da final daquela edição.

### Primeiro Jogo
O primeiro jogo profissional da história do Cuiabá foi contra a equipe da Associação Atlética Sinop, jogando fora de casa no Estádio Gigante do Norte em Sinop, o Cuiabá saiu derrotado por 2x1, o gol da equipe Cuiabana foi marcado por Ronaldo Paulista.

## Rivalidades

### Clássico Ouro-Verde
Cuiabá e Luverdense Esporte Clube, da cidade de Lucas do Rio Verde, disputam o Clássico Ouro-Verde. Esse confronto é considerado o maior clássico da atualidade em Mato Grosso, visto que, atualmente, são as duas equipes de maior expressão no futebol mato-grossense. Além disso, é visto como um confronto entre a capital e o interior do estado.

### Dérbi Cuiabano
Diante do Mixto Esporte Clube, o Cuiabá joga o Dérbi Cuiabano, um dos clássicos de maior prestigio da capital mato-grossense. Uma rivalidade que cresceu não só pela proximidade geográfica(os dois times com sede na capital) mas também com o fortalecimento do Cuiabá, além da grande torcida e relevância do Mixto como um dos mais tradicionais do estado.

### Rivalidades no Centro-Oeste
Com a crescente ascensão do Cuiabá no cenário nacional nos últimos anos, surgiu-se uma certa rivalidade do Cuiabá com os times goianos, como o Goiás Esporte Clube, Atlético Clube Goianiense e o Vila Nova Futebol Clube, rivalidade que pode vir a crescer nos próximos anos, já que anualmente as equipes disputam pelo título da Copa Verde. (exceto o Atlético Goianiense)

### Outros rivais
Possui certa rivalidade com o Dom Bosco, União Esporte Clube e Operário Várzea-Grandense, clubes da cidade de Cuiabá e região.